# Chronicles of Riddick
Chronicles of Riddick är en amerikansk science-fiction-film från 2004, regisserad av David Twohy. Filmen är en uppföljare till Pitch Black.

## Handling
Vin Diesel spelar Riddick som slåss mot nekromongerna som tänker omvända hela universum till sin religion.

## Rollista
| Vin Diesel            | – Richard B. Riddick |
| Judi Dench            | – Aereon             |
| Thandie Newton        | – Dame Vaako         |
| Karl Urban            | – Lord Vaako         |
| Colm Feore            | – Lord Marshal       |
| Linus Roache          | – Purifier           |
| Keith David           | – Imam               |
| Alexa Davalos         | – Kyra               |
| Nick Chinlund         | – Toombs             |
| Kim Hawthorne         | – Lajjun             |
| Alexis Llewellyn      | – Ziza               |
| Yorick von Wageningen | – The Guv            |